# Hugo Albert Rennert
Hugo Albert Rennert (* 6. Mai 1858 in Philadelphia; † 31. Dezember 1927 ebenda) war ein US-amerikanischer Romanist und Hispanist.

## Leben und Werk
Rennert studierte zuerst Ingenieurwissenschaften und Jura und arbeitete als Ingenieur und Anwalt. Dann schwenkte er um auf Philologie. 1885 stellte ihn die University of Pennsylvania als Instructor für Französisch und Deutsch ein. Er ging nach Europa, studierte 1891 in Göttingen bei Karl Vollmöller und promovierte 1892 in Freiburg bei Gottfried Baist mit der Arbeit The Spanish Pastoral Romances (Baltimore 1892, Philadelphia 1912, New York 1968). Ab 1895 war er an seiner Heimatuniversität Professor für Romanische Philologie.

1912 wurde er als Comendador in den Orden de Isabel la Católica gewählt. 1914 wurde er Ehrendoktor der Juristischen Fakultät seiner Universität.

## Weitere Werke
- (Hrsg.) Der spanische Cancionero des Brit. Mus. (MS. ADD.10431), Erlangen 1895  (Romanische Forschungen)
- (Hrsg.) Miguel Sánchez, La isla bárbara and La guarda cuidadosa.Two comedias, Boston/Halle a.S. 1896
- (Hrsg.) Guillén de Castro, Ingratitud por amor, Philadelphia 1899
- Macias, o Namorado. A galician trovador, Philadelphia 1900
- The life of Lope de Vega (1562-1635), Glasgow/Philadelphia 1904, New York 1937, 1968 (spanisch Madrid 1919, Salamanca 1969)
- The Spanish stage in the time of Lope de Vega, New York 1909, 1967
- (Hrsg.) Farça a manera de tragedia, Valladolid 1914
- Bibliography of the dramatic works of Lope de Vega Carpio based upon the catalogue of John Rutter Chorley, New York/Paris 1915
- (Hrsg.) Selections from the Novelas ejemplares. La gitanilla and El licenciado vidriera, New York 1918